# 943

## Události
- sv. Dunstan, opat z Glastonbury provádí reformu anglosaského duchovenstva

## Narození
- ? – Edgar, anglický král († 8. července 975)

## Hlavy států
- České knížectví – Boleslav I.
- Papež – Marinus II.
- Anglické království – Edmund I.
- Skotské království – Konstantin II. Skotský – Malcolm I.
- Východofranská říše – Ota I. Veliký
- Západofranská říše – Ludvík IV. Francouzský
- Uherské království – Zoltán
- První bulharská říše – Petr I. Bulharský
- Byzanc – Konstantin VII. Porfyrogennetos